# Reptazione crionivale
La reptazione crionivale (in inglese frost creep) o neviflusso è una reptazione, ovvero una lenta progressione o scorrimento verso valle, che riguarda specificamente strati di neve e ghiaccio che, su superfici acclivi, hanno di solito uno scorrimento diversificato a causa del peso e quindi della diversa sensibilità alla forza gravitazionale. 

## Caratteristiche
Gli strati si muovono a valle in modo diversificato in base a fattori che possono riguardare le temperature, la conformazione e la costituzione dei singoli strati, e altri accidenti quali la vegetazione, le attività umane, ecc. Determinanti sono anche la densità e la viscosità del ghiaccio e della neve che fanno sì che gli strati più profondi abbiano uno scorrimento meno accentuato rispetto a quelli superficiali.  In genere la velocità di scorrimento o scivolamento, a seconda della conformazione e delle discontinuità del terreno e altri fattori esposti sopra, va da pochi mm ad alcuni cm al giorno. 